# روبرت ماندل
روبرت ماندل (بالإنجليزية: Robert A. Mundell)؛ مواليد 24 تشرين الأول 1932) كان أستاذا للاقتصاد في جامعة كولومبيا في نيويورك منذ عام 1974. بعد الدراسة في M.I.T. ومدرسة لندن للاقتصاد، وحصل على الدكتوراه من M.I.T. في عام 1956، وكان زميلا في دراسات ما بعد الدكتوراه في الاقتصاد السياسي في جامعة شيكاغو في 1956-57. درس في جامعة ستانفورد وجونز هوبكنز، ومركز بولونيا الدراسات الدولية قبل الانضمام إلى موظفي صندوق النقد الدولي في عام 1961.
من 1966 إلى 1971 كان أستاذ الاقتصاد في جامعة شيكاغو، ورئيس تحرير مجلة الاقتصاد السياسي. من 1965 إلى 1975 كان أستاذ الاقتصاد الدولي في معهد الدراسات الدولية العليا في جنيف، سويسرا. 1997-1998 كان أستاذ الاقتصاد في مركز جونز هوبكنز في بولونيا ومدرسة الدراسات الدولية المتقدمة. ماندل كان مستشارا لعدد من الوكالات والمنظمات الدولية بما فيها الأمم المتحدة، صندوق النقد الدولي والبنك الدولي والمفوضية الأوروبية وعدة حكومات في أمريكا اللاتينية وأوروبا الاحتياطي الفيدرالي المجلس الخزانة الأمريكية وحكومة كندا.
في عام 1970، كان عضوا في اللجنة النقدية من اللجنة الاقتصادية الأوروبية، و1972-73 أي عضو من فريق الدراسة في الاتحاد الاقتصادي والنقدي في أوروبا. كان عضوا في بيلاجيو - برنستون ريق الدراسة على الإصلاح النقدي الدولي من 1964 إلى 1978 ورئيس سانتا كولومبا المؤتمرات على الإصلاح النقدي بين عامي 1971 و1987. صاحب العديد من الأعمال والمواد النظرية الاقتصادية للاقتصاد الدولي وكما هو معروف فهو الأب لنظرية مناطق العملة المثلى. كان رائدا لنظرية في السياسة النقدية والمالية ومزجها مع نظرية التضخم وسعر الفائدة والنمو النقدي لميزان المدفوعات وشاركت في تأسيس اقتصاد العرض.
كتب على نطاق واسع عن تاريخ النظام النقدي الدولي. ومن كتبة نظام النقد الدولي: النزاع والإصلاح (1965). ورجل الاقتصاد، والاقتصاد (1968). النظرية النقدية: الفوائد التضخم ونمو الاقتصاد العالمي في 1971. شارك في تحرير مجلة النقدية للاقتصاد العالمي (1983)؛ اختلال التوازن العالمي (1990)؛ الديون والعجز في الأداء الاقتصادي (1991)؛ بناء أوروبا الجديدة (1992). التضخم والنمو في الصين (1996).
كان أول أستاذ باحث في الاقتصاد الدولي في مؤسسة بروكينغز في و1964-65 مؤسسة فورد بحث أستاذ الاقتصاد في جامعة شيكاغو، في 1965-66 أستاذ للاتصالات في جامعة كاليفورنيا الجنوبية في 1980 وأستاذ الاقتصاد في جامعة ماكجيل، 1989-90 وأستاذ الاقتصاد في جامعة بنسلفانيا، 1990-91 وأستاذ الاقتصاد في مركز بولونيا في 1997-98. تلقى جائزة غوغنهايم عام 1971، وجاك رويف وسام الجائزة في عام 1983 وحاصل على الدكتوراه الفخريه من جامعة باريس في عام 1992، وأستاذ فخري في جامعة رنمين في الصين في عام 1995 المتميزة من أبناء جائزة الرابطة الاقتصادية الأمريكية في 1997 وتقدم الاكاديميه الأمريكية للفنون والعلوم في تشرين الأول 1998.

## روابط خارجية
- روبرت ماندل على موقع IMDb (الإنجليزية)
- روبرت ماندل على موقع الموسوعة البريطانية (الإنجليزية)
- روبرت ماندل على موقع مونزينجر (الألمانية)
- روبرت ماندل على موقع إن إن دي بي (الإنجليزية)